# Шулэн

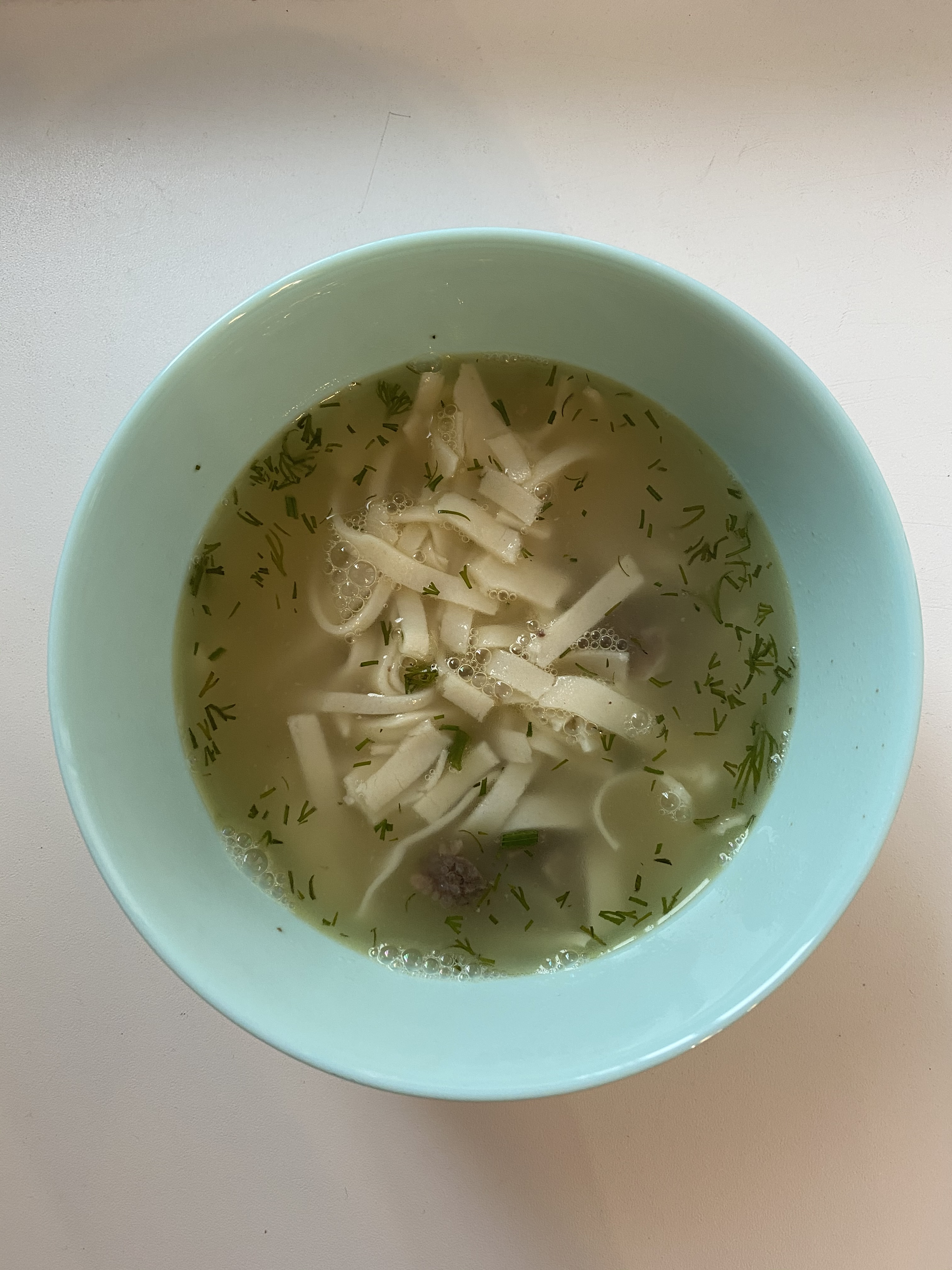
Традиционное бурятское блюдо Шулэн

Шулэн (бур. Шүлэн) — традиционное бурятское блюдо. Представляет собой суп-лапшу на основе мяса.

## Описание
Одно из традиционных блюд бурятской кухни — суп-лапша шулэн. Учитывая кочевую жизнь бурятского народа, популярность супа объяснялась тем, что он надолго обеспечивал сытость и рецепт приготовления является простым. Раньше использовали только баранину, но сейчас её можно заменить любым другим видом мяса.